# 1996年美国总统选举
1996年美国总统选举，是美國在1996年11月5日举行的总统选举，同時眾議院全部435個席位及參議院33個議席也會進行改選以產生第105屆美國國會。
這次總統大選也是網際網路第一次被運用於競選活動中，雙方陣營都架設了宣傳用的官方網站，其他網路技術如電子郵件、電子佈告欄都廣泛地運用於宣傳。其中共和黨的杜爾陣營所架設官網至今仍可連結上。
本屆選舉也是民主黨總統候選人最後一次在美國南部赢得多個州份（之後的選舉要么共和黨全赢、要么民主黨只贏搖擺州和基本盤的弗吉尼亚州和马里兰州）。

## 選舉背景
经过了上任初期的混乱与1994年的中期選舉失败，民主黨失去美國國會兩院長達四十年的控制權。
由於共和黨控制國會兩院，克林顿政府决定走中间路线。克林顿聘请了共和党谋士大卫·葛根作为顾问，同时雇用了共和党选举策士迪克·莫里斯。莫里斯为克林顿制定了一个「三角策略」（triangulation），即白宫采取一个在国会民主党和共和党之间的立场，与两党议员都保持等距离。这个策略证明十分有效，随着1996年大选的到来，克林顿逐渐恢复中间派的名声，政坛恢复稳定，经济也恢复增长，美国国民大体对生活觉得满意，克林顿在竞选连任过程中一路处于上风，他再次與戈爾搭擋參選。
在共和党方面，赢得提名的是堪萨斯州老牌参议员鮑勃·多爾。73歲高龄的多爾在年龄上处于劣势，亦不能提出一个能吸引选民的议题。多爾仓促提出了17%齐头税率的政见，既显得轻率，选民也对这种未经认真论证的政策抱持怀疑的态度。眼看着大势将去，多爾放手一搏，辞去参议员和参议院多数党领袖的职位。这个策略短暂地鼓舞了共和党的士气，但是没能挽救狂澜于既倒。而副總統候選人傑克·肯普在年龄上也处于劣势，也不能提出一个能吸引选民的议题。而1992年獨立候選人佩羅再次參選，使選舉備受關注。
代表民主黨的克林顿及戈爾最終以379对159的选举人票数赢得连任。

## 選舉結果
| 总统候选人 | 选举人票 | 总得票数   | 百分比 | 政党                          | 竞选伙伴（选举人票数）              |
| --- | -------- | ---------- | ------ | ----------------------------- | ----------------------------------- |
| 比尔·克林顿（当选） | 379      | 47,402,357 | 49.24  | 民主党                        | 艾伯特·戈尔（379）                  |
| 鮑勃·多爾（Bob Dole） | 159      | 39,198,755 | 40.71  | 共和党                        | 傑克·肯普（Jack Kemp）（159）       |
| 罗斯·佩罗（Ross Perot） | 0        | 8,085,402  | 8.40   | 改革党                        | 帕特·乔特（Pat Choate）（0）        |
| 拉尔夫·纳德 | 0        | 685,128    | 0.71   | 绿党                          | 维诺娜·拉杜克（Winona LaDuke）（0） |
| 哈里·布朗（Harry Browne） | 0        | 485,798    | 0.50   | 自由党（Libertarian Party）   | 乔·乔根森（Jo Jorgensen） (0)       |
| 霍华德·菲利普（Howard Phillips）                                                                                             | 0        | 184,820    | 0.19   | 纳税人党（Taxpayers Party）   | 阿尔比恩·奈特（Albion Knight） (0)  |
| 约翰·哈根林（John Hagelin）                                                                                                  | 0        | 113,670    | 0.12   | 自然法党（Natural Law Party） | 麦克·汤普金（Mike Thompkins） (0)   |
| 其它年度的选举：1976年，1980年，1984年，1988年，1992年，1996年，2000年，2004年，2008年，2012年                               |          |            |        |                               |                                     |
| 来源：U.S. Office of the Federal Register (electoral vote)（页面存档备份，存于），Federal Election Commission (popular vote) |          |            |        |                               |                                     |